# Fyziognomie

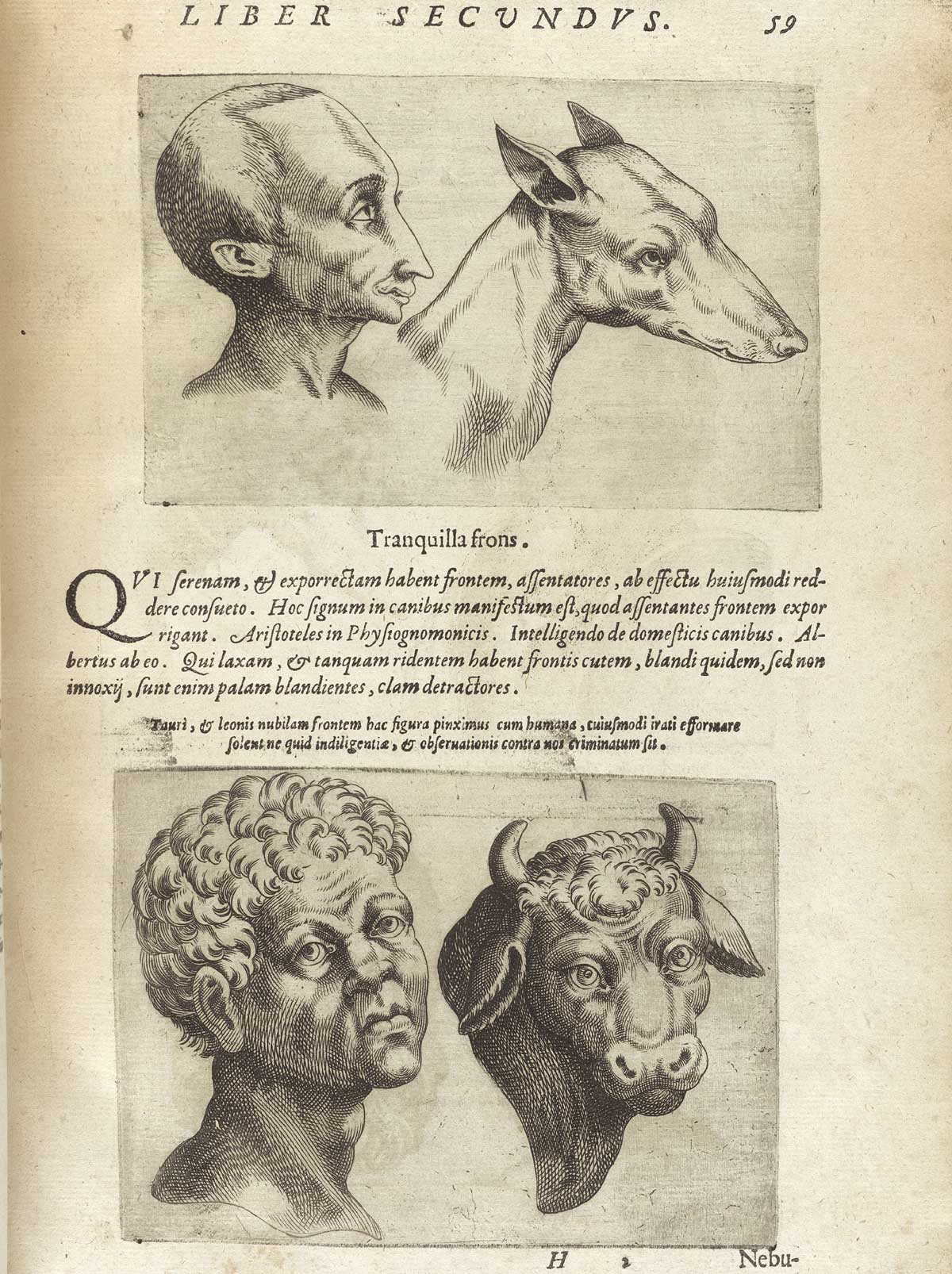
Ilustrace z knihy De humana physiognomonia (Giambattista della Porta, 1586)

Fyziognomie nebo fyziognomika je nevědecká nauka, podle níž lze podle vzhledu, zvláště obličeje člověka rozpoznat jeho povahu a vlohy. Úzce souvisí s frenologií, která zkoumá tvar mozkové části lebky. Fyziognomie existovala již od starověku, zvláště v Řecku, v 18. století ji značně popularizoval švýcarský básník Johann Kaspar Lavater. Ve 20. století byla vesměs uznána jako pavěda a v moderní psychologii se neuplatňuje.